# Крулль, Феликс
Райнхард (Феликс) Крулль (нем. Reinhard (Felix) Krull, 2 октября 1954, Ганновер, ФРГ) — немецкий хоккеист (хоккей на траве), нападающий. Серебряный призёр летних Олимпийских игр 1984 года, чемпион Европы 1978 года.

## Биография
Феликс Крулль родился 29 января 1961 года в немецком городе Фрикхофен.
Играл в хоккей на траве за «Ганновер».
В 1978 году в составе сборной ФРГ выиграл чемпионат Европы, в 1983 году завоевал бронзовую медаль.
В 1984 году вошёл в состав сборной ФРГ по хоккею на траве на летних Олимпийских играх в Лос-Анджелесе и завоевал серебряную медаль. Играл на позиции нападающего, провёл 6 матчей, забил 1 мяч в ворота сборной Испании.
Играл под именем Феликс по названию романа Томаса Манна «Признания авантюриста Феликса Круля».
В 1978—1985 годах провёл за сборную ФРГ 56 матчей.
Живёт в Ганновере, занимается налоговым консалтингом. В мае 2017 года стал президентом хоккейного клуба «Ганновер».